# Eleição municipal de Santa Luzia (Minas Gerais) em 2000
A Eleição municipal de Santa Luzia em 2000 ocorreu em 1 de outubro do mesmo ano, para a eleição de um prefeito, um vice-prefeito e mais 21 vereadores. O prefeito Carlos Alberto Calixto (PFL) foi reeleito prefeito de Santa Luzia, governando a cidade pelo período de 1º de janeiro de 2001 a 31 de dezembro de 2004.

## Candidatos
|  | Nº | Candidato(a) a prefeito | Candidato(a) a prefeito                                      | Candidato(a) a vice-prefeito | Candidato(a) a vice-prefeito                         | Coligação |
|  | -- | ----------------------- | ------------------------------------------------------------ | ---------------------------- | ---------------------------------------------------- | --- |
|  | 25 |                         | Carlos Alberto Calixto (PFL) Carlos Alberto Parrillo Calixto |                              | José Raimundo Delgado (PFL) José Raimundo Delgado    | "Força da Comunidade" - Partido da Frente Liberal (PFL) - Partido Social Democrata Cristão (PSDC) - Partido Social Cristão (PSC) - Partido dos Aposentados da Nação (PAN) |
|  | 31 |                         | Cláudio Maciel (PHS) Cláudio de Faria Maciel                 |                              | Marcos Gabrich (PPS) Marcos Fernando Gabrich         | "Renovação" - Partido Humanista da Solidariedade (PHS) - Partido Popular Socialista (PPS) - Partido do Movimento Democrático Brasileiro (PMDB) - Partido Democrático Trabalhista (PDT) - Partido da Social Democracia Brasileira (PSDB) - Partido Social Democrático (PSD) - Partido Progressista Brasileiro (PPB) - Partido Verde (PV) |
|  | 33 |                         | João Gregório (PMN) João Gregório da Silva                   |                              | Adriano da Silva (PSL) Adriano da Silva              | "Política Comunitária" - Partido da Mobilização Nacional (PMN) - Partido Social Liberal (PSL) |
|  | 40 |                         | Reinaldo Montalvão (PSB) Reinaldo Montalvão Ferreira         |                              | Benjamim Silva Campos (PTN) Benjamim da Silva Campos | "União e Renovação Popular" - Partido Socialista Brasileiro (PSB) - Partido Comunista do Brasil (PCdoB) - Partido Trabalhista Nacional (PTN) - Partido Trabalhista Brasileiro (PTB) - Partido Renovador Trabalhista Brasileiro (PRTB) - Partido Republicano Progressista (PRP) - Partido Trabalhista do Brasil (PTdoB)                  |
|  | 13 |                         | Zé Eustáquio (PT) José Eustáquio Teixeira Braga              |                              | José Carlos de Souza (PT) José Carlos de Souza       | "Frente Popular Luziense" - Partido dos Trabalhadores (PT) - Partido Comunista Brasileiro (PCB) |

## Resultado da eleição para prefeito
| Turno único 1 de outubro de 2000 | Turno único 1 de outubro de 2000 | Turno único 1 de outubro de 2000 | Turno único 1 de outubro de 2000 |
| Candidato(a)                     | Vice                             | Votação                          | Votação                          |
| Candidato(a)                     | Vice                             | Total                            | Porcentagem                      |
| -------------------------------- | -------------------------------- | -------------------------------- | -------------------------------- |
| Carlos Alberto Calixto (PFL)     | José Raimundo Delgado (PFL)      | 56.878                           | 67,99%                           |
| Cláudio Maciel (PHS)             | Marcos Gabrich (PPS)             | 19.675                           | 23,52%                           |
| Reinaldo Montalvão (PSB)         | Benjamim Silva Campos (PTN)      | 3.494                            | 4,18%                            |
| Zé Eustáquio (PT)                | José Carlos de Souza (PT)        | 3.449                            | 4,12%                            |
| João Gregório (PMN)              | Adriano da Silva (PSL)           | 162                              | 0,19%                            |
| Total de votos válidos           | Total de votos válidos           | 83.658                           | 100,00%                          |
| Votos apurados                   |                                  |                                  |                                  |
| Votos válidos                    | Votos válidos                    | 83.658                           | 86,73%                           |
| Votos em branco                  | Votos em branco                  | 4.299                            | 4,46%                            |
| Votos nulos                      | Votos nulos                      | 8.500                            | 8,81%                            |
| Total de votos apurados          | Total de votos apurados          | 96.457                           | 100,00%                          |
| Eleitores                        |                                  |                                  |                                  |
| Comparecimento                   | Comparecimento                   | 96.457                           | 88,65%                           |
| Abstenções                       | Abstenções                       | 12.344                           | 11,35%                           |
| Total de eleitores               | Total de eleitores               | 108.801                          | 100,00%                          |